# Clench
Clench – osada w Anglii, w hrabstwie Wiltshire. Leży 33 km na północ od miasta Salisbury i 113 km na zachód od Londynu. Miejscowość liczy 12 mieszkańców.